# Літтл-Крік (Делавер)
Літтл-Крік (англ. Little Creek) — місто (англ. town) в окрузі Кент штату Делавер США. Населення — 195 осіб (2020).

## Географія
Літтл-Крік розташований за координатами 39°9′58″ пн. ш. 75°26′53″ зх. д. / 39.16611° пн. ш. 75.44806° зх. д. (39.166194, -75.448010).  За даними Бюро перепису населення США в 2010 році місто мало площу 0,36 км², уся площа — суходіл. В 2017 році площа становила 0,26 км², уся площа — суходіл.

## Демографія
Згідно з переписом 2010 року, у місті мешкали 224 особи в 92 домогосподарствах у складі 62 родин. Густота населення становила 623 особи/км².  Було 97 помешкань (270/км²).
Расовий склад населення:
| - 93,3 % — білих - 2,2 % — чорних або афроамериканців - 1,3 % — корінних американців - 0,4 % — азіатів - 0,4 % — осіб інших рас |

До двох чи більше рас належало 2,2 %. Частка іспаномовних становила 1,3 % від усіх жителів.
За віковим діапазоном населення розподілялося таким чином: 19,6 % — особи молодші 18 років, 62,5 % — особи у віці 18—64 років, 17,9 % — особи у віці 65 років та старші. Медіана віку мешканця становила 41,6 року. На 100 осіб жіночої статі у місті припадало 101,8 чоловіків;  на 100 жінок у віці від 18 років та старших — 102,2 чоловіків також старших 18 років.
Середній дохід на одне домашнє господарство  становив 67 416 доларів США (медіана — 57 083), а середній дохід на одну сім'ю — 57 848 доларів (медіана — 47 143). За межею бідності перебувало 14,7 % осіб, у тому числі 21,6 % дітей у віці до 18 років та 7,1 % осіб у віці 65 років та старших.
Цивільне працевлаштоване населення становило 88 осіб. Основні галузі зайнятості: роздрібна торгівля — 36,4 %, освіта, охорона здоров'я та соціальна допомога — 20,5 %, науковці, спеціалісти, менеджери — 12,5 %, публічна адміністрація — 5,7 %.